# Zayin
Zayin是许多闪米特字母表的第七个字母，包括腓尼基字母（𐤆）、亚兰字母、希伯来字母‎、叙利亚字母ܙ以及波斯-阿拉伯字母‎。其发音为[z]。
腓尼基字母后来又演变为了希腊字母Ζ、伊特拉斯坎字母z 、拉丁字母Z以及西里尔字母З。